# 水龍嶺鰍
水龍嶺鰍（學名：Oreonectes shuilongensis），為輻鰭魚綱鯉形目條鰍科嶺鰍屬的其中一種。分布於亞洲中國貴州省三都縣水龍鄉的洞穴，本魚體延長，前半部圓柱形，後半部側扁，口下位，下唇表面具皺褶，觸鬚3對，前鼻孔呈管狀突起，末端成鬚狀，身體裸露無鱗，體色淺棕色，魚鰭透明，頭部、背部散布黑色素斑點，體長可達4.6公分，棲息在洞穴底層水域，生活習性不明。

## 扩展阅读
維基物種上的相關：水龍嶺鰍